# Ozero Tjistik (sjö i Vitryssland)
Ozero Tjistik (ryska: Озеро Чистик) är en sjö i Belarus.   Den ligger i voblasten Vitsebsks voblast, i den nordöstra delen av landet, 250 km nordost om huvudstaden Minsk. Ozero Tjistik ligger 170 meter över havet.
I omgivningarna runt Ozero Tjistik växer i huvudsak blandskog. Runt Ozero Tjistik är det ganska tätbefolkat, med 65 invånare per kvadratkilometer.